# Retabel van Cuijk
Het Retabel van Cuijk is een altaarstuk van de Nederlandse beeldhouwer Hendrik van der Geld op het hoogaltaar van de Sint-Martinuskerk in Cuijk.

## Voorstelling
Het retabel heeft de vorm van een drieluik en laat in geopende stand elf scènes zien uit het leven van Jezus. Onder van links naar rechts: de Verkondiging, de Heilige Familie, Jezus overhandigt Petrus de sleutels tot de hemelpoort en de Bergrede. Boven van links naar rechts: Jezus in de Hof van Olijven in Getsemane, de Kruisdraging, de Kruisiging, de Graflegging en de Opstanding. De laatste twee scènes – het Laatste Avondmaal en de Uitstorting van de Heilige Geest – bevinden zich helemaal onderaan ter weerszijden van het tabernakel en zijn ook te zien als het retabel gesloten is. De omranding van een aantal van deze voorstellingen bevat 24 taferelen uit het Oude Testament, die als voorafbeelding op de hoofdgroepen gezien moeten worden. Helemaal links en rechts zijn verder te zien (van boven naar beneden) Adam en Eva en de vier evangelisten.

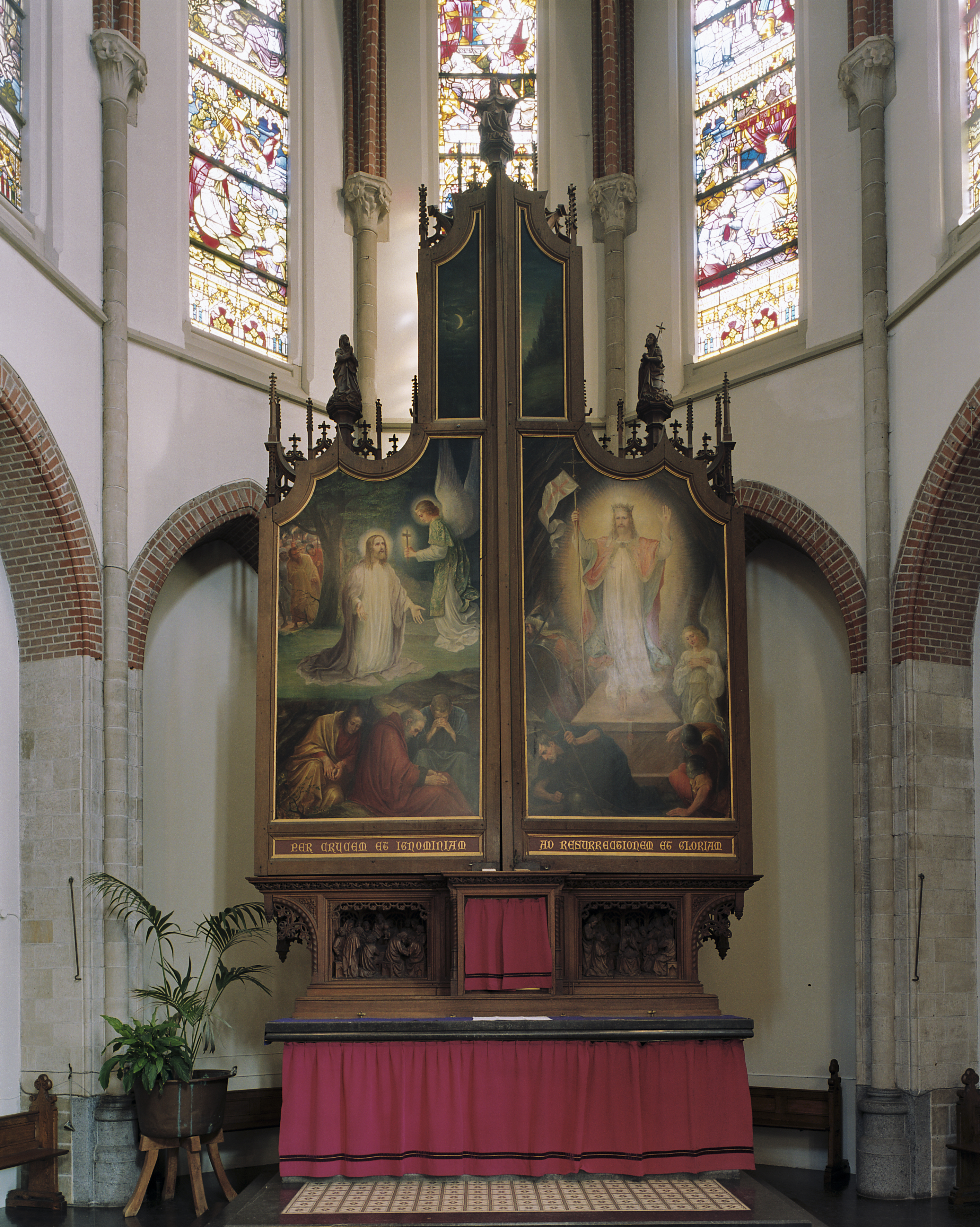
Buitenzijde.

### Buitenzijde
In gesloten stand toont het retabel twee schilderingen door de Roermondse schilder Albin Windhausen, Jezus in de Hof van Olijven en de Opstanding. Volgens kunsthistorica Miriam Windhausen sluiten deze voorstellingen aan op de in de kerk aanwezige kruisweg. Een kruisweg bestaat uit 14 taferelen (staties) uit het lijden van Jezus en begint en eindigt meestal in de buurt van het hoogaltaar. De twee voorstellingen van Windhausen zijn bedoeld als voorstatie (Jezus in de Hof van Olijven) en nastatie (de Opstanding). Onder de voorstellingen staat in gotische letters:

PER CRUCEM ET IGNOMINIAM AD RESURRECTIONEM ET GLORIAM

(Door het kruis en [door] schande naar de opstanding en de glorie)

## Herkomstgeschiedenis
Het retabel werd van 1889 tot 1896 gemaakt door de Bossche beeldhouwer Hendrik van der Geld. Hij baseerde zich daarbij op de Vlaamse gotiek. In de literatuur wordt gesuggereerd dat Van der Geld het in eigen beheer uitvoerde om geplaatst te worden op het hoogaltaar van de Sint-Janskathedraal in 's-Hertogenbosch. Volgens een krantenartikel uit 1896, echter, was het retabel bestemd voor de kerk in Duisburg. Voor het definitief in die kerk geplaatst werd, werd het retabel vier maanden lang tentoongesteld in het atelier van Van der Geld in 's-Hertogenbosch. De buitenzijde was op dat moment nog niet beschilderd. Het werd echter nooit in Duisburg geplaatst. In 1913 werd het op de Wereldtentoonstelling in Gent bekroond met een Diplome de Grand Prix en een bronzen medaille. In 1918 bevond het zich nog steeds in het atelier van de inmiddels overleden Hendrik van der Geld. ‘Het is niet eens in bruikleen bij een kerkbestuur....’, verzuchtte een correspondent van De Maasbode. Het retabel werd uiteindelijk in 1920 aangekocht door het kerkbestuur van de Sint-Martinuskerk in Cuijk.